# Manoir de Rousson
Le manoir de Rousson est un édifice situé à Parcé-sur-Sarthe, en France. 
Les façades et toitures du corps de logis avec sa tour, la cheminée du salon au rez-de-chaussée, les trois cheminées au premier étage et celle de la tour font l'objet d'une inscription au titre des monuments historiques depuis le 30 mai 1984.

## Description
Le manoir de Rousson est situé dans un méandre de la Sarthe, près d'un bras mort de la rivière. Il se compose d'un corps de logis simple flanqué d'une tourelle d'escalier polygonale et accompagné de dépendances en retour d'équerre.

## Historique
Le manoir de Rousson est construit à la fin du XVe siècle par la famille de Champagne, qui l'utilise comme dépendance de son château de Pescheseul. Les parties agricoles sont remaniées au XVIIIe siècle. 